# Lật đổ chính phủ Ukraina 2014
Bản mẫu:Hộp chiến dịch Chiến tranh Nga – Ukraina

Cuộc Lật đổ chính phủ Ukraina 2014 còn được gọi là cuộc Cách mạng Euromaidan, hay cuộc cách mạng Nhân phẩm theo cách gọi ở Ukraina  (tiếng Ukraina: Революція гідності, Revoliutsiya hidnosti); đã diễn ra tại Ukraina vào tháng 2 năm 2014, khi một loạt các sự kiện bạo lực liên quan đến những người biểu tình Euromaidan, cảnh sát chống bạo loạn, và những "tay súng bắn tỉa" được khối Liên minh Mới thuê để bắn vào cả hai phía tại thủ đô Kiev nhằm kích động bạo lực . Nó dẫn đến cuộc lật đổ Tổng thống Ukraina Viktor Fedorovych Yanukovych , và Yanukovych đã bỏ chạy sang Nga. Sau đó là một loạt các thay đổi trong hệ thống chính quyền Ukraina, trong đó có sự hình thành của một chính phủ lâm thời mới, khôi phục hiến pháp trước đây, và một cuộc bầu cử tổng thống trong vòng vài tháng sau đó.
Cuộc lật đổ dẫn tới những cuộc biểu tình ở miền Đông và miền Nam Ukraina, nơi đa số dân cư là người gốc Nga. Những diễn biến sau đó đưa tới Bất ổn tại Ukraina năm 2014 và Khủng hoảng Krym 2014.

## Diễn biến
Một thời kỳ tương đối yên bình trong các cuộc biểu tình chống chính phủ đã chấm dứt một cách đột ngột vào ngày 18/02/2014, khi những người biểu tình và cảnh sát đụng độ lẫn nhau. Ít nhất 82 người đã chết vào vài ngày sau đó, bao gồm cả 13 người cảnh sát; hơn 1,100 người bị thương.

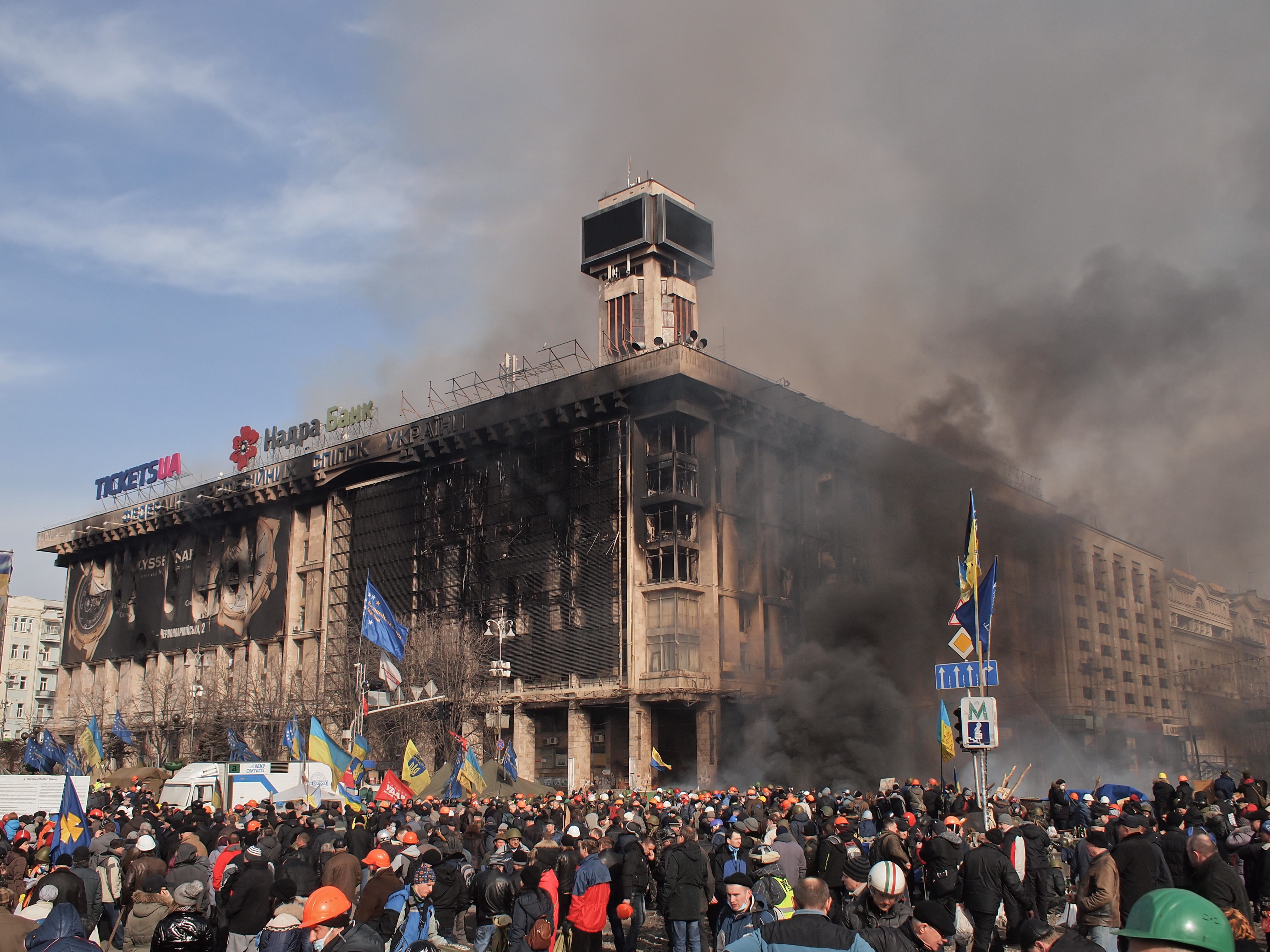
Trụ sở chính của nhóm lãnh đạo Euromaidan ở tòa nhà công đoàn thương mãi Kiev.

Những cuộc nổi loạn bắt đầu ngày 18.02.2014 khi khoảng 20.000 người biểu tình Euromaidan ở Kiev tiến tới quốc hội Ukraina đòi khôi phục lại hiến pháp của Ukraina vào năm 2004 mà đã bị hủy bỏ bởi tòa án hiến pháp sau khi Viktor Fedorovych Yanukovych được bầu làm tổng thống vào năm 2010. Cảnh sát ngăn chặn đường tiến của họ. Cuộc đối đầu đã trở thành bạo lực; theo đài BBC, cả hai bên đều đổ lỗi cho nhau.
Cảnh sát đã nổ súng, ban đầu với đầu đạn bằng nhựa và sau đó cả với đạn thường, cũng như dùng lựu đạn cay, mục đích là để đẩy lùi hàng ngàn người biểu tình, mà chống trả trở lại với vũ khí thô sơ, súng ống và cả thuốc nổ dã chiến. Những người biểu tình đã thành công đột nhập vào tổng hành dinh của đảng Khu vực và đốt cháy tòa nhà này. Cảnh sát đã xông vào khu trại chính của phe biểu tình tại Maidan Nezalezhnosti và tàn phá một phần của công trường. Tòa nhà Công đoàn Thương mãi, tổng hành dinh Euromaidan, đã bị cháy. Các nhà bình luận chính trị cho là Ukraina đang ở trên bờ vực của một cuộc nội chiến. Một vài vùng, trong đó có cả Lviv (tỉnh), tuyên bố độc lập với chính quyền trung ương.
Ứng cử viên Tổng thống Ba Lan Janusz Korwin-Mikke, một nghị sĩ Nghị viện châu Âu (EP) nhưng có quan điểm thân Nga và ủng hộ Vladimir Putin, phát biểu: "Maidan - đó là việc làm của chúng ta. Tại Nghị viện châu Âu, tôi ngồi cạnh Ngoại trưởng Estonia Urmas Paet. Trong cuộc điện đàm với nhà ngoại giao hàng đầu (của Liên minh châu Âu - EU) Catherine Ashton, ông ta thừa nhận rằng người của chúng ta đã nổ súng tại Maidan, chứ không phải người của Tổng thống Nga Vladimir Putin hay của cựu Tổng thống (Ukraine) Viktor Yanukovych... Chúng tôi làm điều đó để tranh thủ Washington"
Có ý kiến cho rằng những người tham gia biểu tình và tiến hành những hành động quá khích đã được cung cấp tiền bởi những người không rõ danh tính và ngay từ ngày đầu Euromaidan, mỗi trưởng nhóm chống đối tích cực đều nhận được tiền thưởng.
Kết cục là Tổng thống Yanukovych đã phải lưu vong tại Nga để tránh bị truy tố. Cuộc đào tẩu này có sự trợ giúp từ Nga.